# Khamis al-Dosari
Khamis al-Owairan al-Dosari (arabisch خميس العويران الدوسري, DMG Ḫamīs al-ʿUwairān ad-Dausarī; * 8. September 1973 in Riad; † 7. Januar 2020) war ein saudi-arabischer Fußballspieler.

## Karriere

### Klub
Er begann seine Karriere zur Saison 1991/92 bei al-Hilal und gewann mit seiner Mannschaft in den folgenden Jahren je zwei Mal die Meisterschaft und zwei Mal den Pokal. Zur Saison 2001/02 wechselte er noch einmal weiter zu al-Ittihad, wo er weitere zwei Meisterschaften sowie einen Pokalsieg sammelte. Nach der Spielzeit 2006/07 beendete er dann seine Karriere.

### Nationalmannschaft
Sein erster bekannter Einsatz für die saudi-arabische Nationalmannschaft war am 1. Oktober 1994 bei einer 1:4-Niederlage gegen Usbekistan bei den Asienspielen 1994. Mit seiner Mannschaft spielte er fortan in jedem Spiel mit und erreichte das Viertelfinale.
Weiter mit Einsätzen ging es dann ab 1996, wo er nach der erfolgreichen Qualifikation für die Asienmeisterschaft 1996 auch in einem Spiel des Golfpokal 1996 zum Einsatz kam. Bei der Endrunde selbst erhielt er dann auch in jedem Spiel des Turniers Einsatzzeit und gewann mit seiner Mannschaft am Ende den Titel. Im nächsten Jahr ging es anschließend gleich weiter mit der Qualifikation für die Weltmeisterschaft 1998, bei welcher er quasi ununterbrochen zum Einsatz kam. Zum Ende des Jahres spielte er dann auch noch in allen Partien seines Teams beim Konföderationen-Pokal 1997 mit. Bei der Weltmeisterschaft 1998 stand er ebenfalls im Kader und absolvierte hier Einsätze in allen Gruppenspielen des Teams. Abgeschlossen wurde das Jahr mit dem Arabischen Nationenpokal 1998 und dem Golfpokal 1998.
Nach 1998 wurden seine Einsätze weniger und sein nächster Einsatz folgte auch erst im Mai 2000. Bei der Qualifikation zur Weltmeisterschaft 2002 kam er dann auch nur in einer Partie zum Einsatz. Nach der Teilnahme am Golfpokal 2002 stand er schließlich im Sommer auch im Kader bei der Weltmeisterschaft 2002, wo er in zwei der Gruppenspiele Einsatzzeit erhielt.
Im Herbst 2003 ging es danach weiter für ihn bei der Qualifikation für die Asienmeisterschaft 2004 und abschließend noch mit dem Golfpokal 2003. Das nächste Jahr begann dann mit Spielen der Qualifikation für die Weltmeisterschaft 2006 und erreichte mit der Asienmeisterschaft 2004, seinen Höhepunkt, wo er ebenfalls Einsatzzeit bekam. Abgeschlossen wurde das Jahr von zwei Einsätzen bei ihm im Golfpokal 2004, wonach er dann seine Karriere im Nationaldress beendete.
Zudem war er Teil der Mannschaft bei den Olympischen Spielen 1996 in Atlanta.